# Adita chionanthi
Adita chionanthi là một loài bướm đêm trong họ Noctuidae.